# 小川卓
小川 卓（おがわ たく、1978年 - ）は日本のウェブ解析マスター。株式会社HAPPY ANALYTICS代表取締役である。
ウェブ解析についての情報発信、講演、執筆活動を行う。株式会社Faber Company 取締役、株式会社UNCOVER TRUTH 取締役、株式会社AVANCELLMONT 取締役、SoZo株式会社 取締役、株式会社日本ビジネスプレス 取締役、ニフティライフスタイル株式会社 社外取締役を現任。

## 経歴
神奈川県横浜市出身。ロンドン大学（University College London）卒業、早稲田大学大学院理工学研究科修了。新卒としてマイクロソフト株式会社に入社後、ウェブマネー、リクルート、サイバーエージェント、アマゾンジャパン等で勤務し、2015年 - 独立。2008年 - ブログ「Real Analytics」運営開始。
2012年 - 著書『入門 ウェブ分析論――アクセス解析を成果につなげるための新・基礎知識』を出版
2014年 - デジタルハリウッド大学院客員教授に就任。2015年 - 株式会社Faber Company CAO(Chief Analytics Officer) 就任。
2015年 - 株式会社UNCOVER TRUTH CAO就任。2016年 - ウェブ解析士マスター取得。2016年 - SoZo株式会社 CAO就任。
2017年 - 株式会社HAPPY ANALYTICS創業。2018年 - 株式会社日本ビジネスプレス CAO就任。
2019年 - ニフティライフスタイル株式会社 社外取締役就任。2020年 - 株式会社Faber Company取締役就任。
2021年 - デジタルハリウッド大学院客員教授を退任。

## 著作
- 入門 ウェブ分析論――アクセス解析を成果につなげるための新・基礎知識 増補改訂版
- ウェブ分析レポーティング講座
- クチコミページと社長ブログ、売上に貢献しているのはどちら? ~マンガでわかるウェブ分析
- Live! アクセス解析&ウェブ改善 実践講座
- Live! ウェブマーケティング基礎講座
- アドテクノロジー プロフェッショナル養成読本 ~デジタルマーケティング時代の広告効果を最適化!
- 達人に学ぶGoogleアナリティクス実践講座 売上に貢献するデータ分析がわかる7つのレッスン
- あなたのアクセスはいつも誰かに見られている
- いちばんやさしい Googleアナリティクス 入門教室
- 「やりたいこと」からパッと引ける Google アナリティクス 分析・改善のすべてがわかる本
- 現場のプロがやさしく書いたWebサイトの分析・改善の教科書
- 「やりたいこと」からパッと引ける Googleアナリティクス4 設定・分析のすべてがわかる本